# Chodów (województwo wielkopolskie)
Chodów – osada w Polsce położona w województwie wielkopolskim, w powiecie kolskim, w gminie Chodów. Miejscowość jest siedzibą gminy Chodów.
Przez miejscowość przebiega droga krajowa nr 92.
Współczesny Chodów stanowi blokowisko dawnego PGR-u, wybudowane wokół dawnego folwarku. Znajduje się tu Stacja Hodowli Roślin „Bovinas” (pow. ok. 2400 ha), specjalizująca się w hodowli buraka cukrowego oraz hodowli zachowawczej odmian wielokiełkowych. Prowadzone są doświadczenia z odmianami genetycznie jednokiełkowymi.

## Historia
Najwcześniejsza wiadomość o istnieniu wsi pochodzi z 1391 r. W XIX wieku Chodów zasłynął z uprawy chmielu. 
W latach 1954–1968 wieś należała do gromady Czerwonka, po przeniesieniu siedziby i zmianie nazwy gromady, należała i była siedzibą władz gromady Chodów. W latach 1975–1998 miejscowość administracyjnie należała do województwa konińskiego.

## Kościół
Ciekawym zabytkiem budownictwa drewnianego jest kościół Podwyższenia Świętego Krzyża wzniesiony w XVI lub na początku XVII wieku. Jest budynkiem o konstrukcji zrębowej, przykrytym dwuspadowym dachem gontowym. Wewnątrz znajduje się stara kropielnica z piaskowca, w której nawiercone są charakterystyczne dołki. Na uwagę zasługuje uszkodzona tablica nagrobna Barbary z Kotowa, herbu Jastrzębiec i napisem minuskułą gotycką, z drugiej połowy XV wieku. Wewnątrz kościoła umieszczona jest także pamiątkowa tablica pamięci Stanisława Jasiukowicza. Chodowska świątynia jest kościołem filialnym parafii w Dzierzbicach.
Opodal kościoła w Chodowie rośnie wiekowy dąb, który jest już w fatalnym stanie. Drzewo miało w 2013 roku obwód 808 cm, a jego szacunkowy wiek to 500 lat.